# Kelsale
Kelsale is een plaats in het Engelse graafschap Suffolk. Kelsale komt in het Domesday Book (1086) voor als 'Cara-' / 'Kereshalla' / 'Cheres(s)ala' / 'Chylesheala' / 'Keles-' / 'Kireshala'. De plaats heeft 31 bouwwerken op de Britse monumentenlijst.